# سيرينس

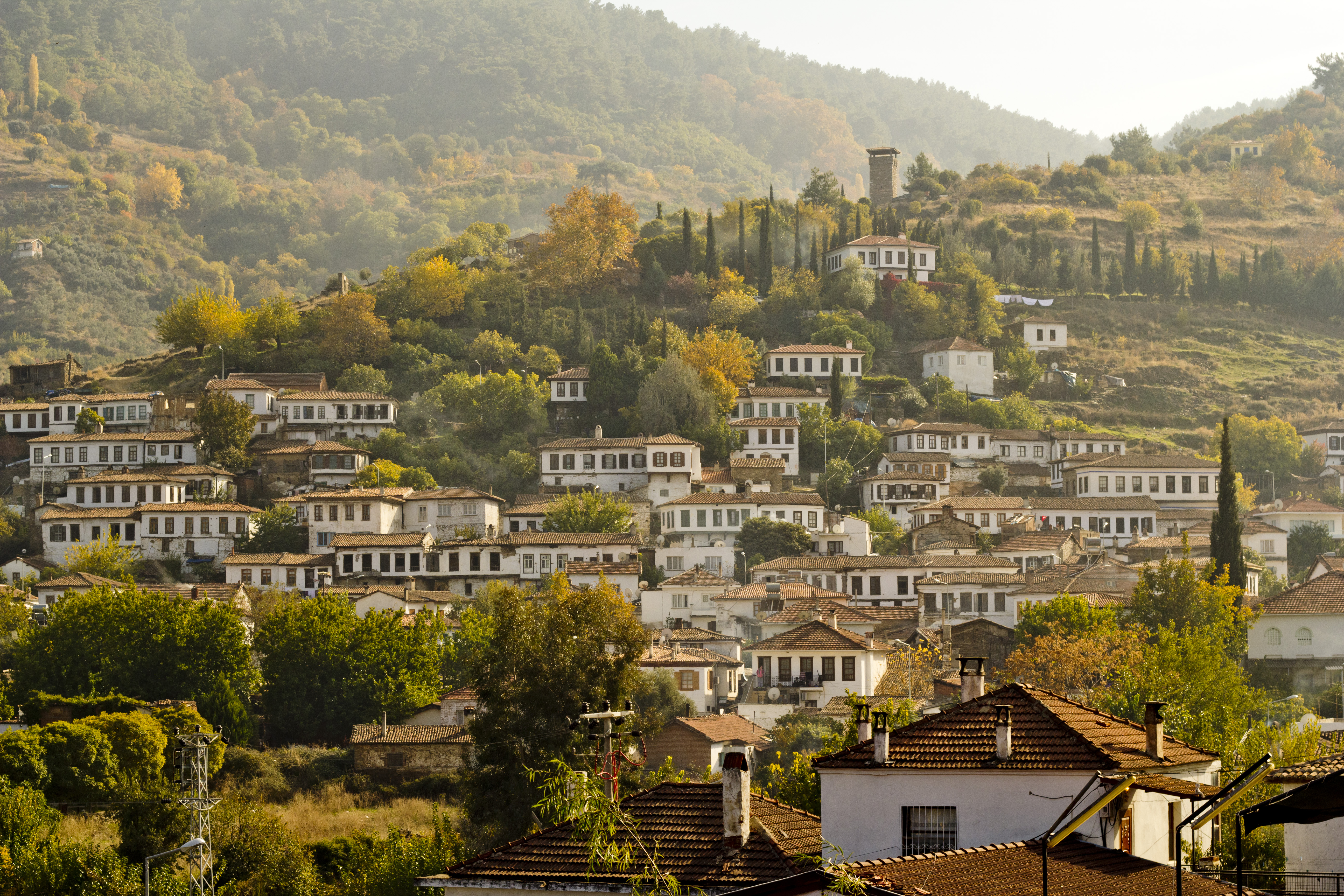

سيرينس (لفظ [[|[ʃiˈrindʒe]]]): هي قرية من 600 نسمة في مقاطعة إزمير، تركيا، تقع على بعد حوالي 8 كيلومترات (5.0 ميل) شرق مدينة سلجوق. وقد استقرت سيرينس عندما تخلت أفسس عنها في القرن 15 ولكن معظم ما يرى المرء من مواعيد اليوم من القرن 19. هناك قصة أنه تم تسوية القرية من خلال اطلاق سراح العبيد اليونانيين الذين سميت القرية بمعنى «القبيح» باللغة التركية) لردع الآخرين من اتباعهم. قام حاكم مقاطعة ازمير بتغيير اسم القرية إلى سيرينس (بمعنى «جذاب») عام 1926.

## ملجأ أمن يوم القيامة
حصلت سيربنس الشهرة في جميع انحاء العالم عندما توافد السياح إلى القرية في ديسمبر/ كانون الأول عام 2012 ليشهد المايا نهاية العالم، كما يعتقد الصوفيون خلال هذه الظاهرة عام 2012 ان من شأن العصر الجديد من «الطاقة الإيجابية» تساعد في النجاة من الكارثة.

## وصلات خارجية
- Mayan Doomsday Safeheaven